# Marta Bogado, madre
Marta Bogado, madre es el capítulo once de la primera temporada de la serie de televisión argentina Mujeres asesinas. Este episodio se estrenó el día 27 de septiembre de 2005.
En el libro de Mujeres asesinas, este capítulo recibe el nombre de Marta Bogado, madre, al igual que en el capítulo de televisión.
Este episodio fue protagonizado por Valeria Bertuccelli en el papel de asesina. Coprotagonizado por Carlos Santamaría e Ingrid Pelicori. También, contó con la actuación especial de Julia Calvo.

## Desarrollo

### Trama
Marta (Valeria Bertuccelli) está casada con Pablo (Carlos Santamaría). Ambos tienen dos hijos pequeños. Pareciera ser la familia perfecta, pero ella tiene una obsesión que arruina todo. Marta cree que debe estar cada segundo de su vida pegada a sus hijos, para ver si éstos respiran, no están enfermos y no tienen ningún tipo de germen que los pueda afectar. Llega un momento en que Pablo no aguanta más esta situación y encuentra refugio en una amante. Mientras tanto Silvia (Ingrid Pelicori), prima y colega de Pablo, trata de ayudar a Marta en lo que puede. Marta se da cuenta de la infidelidad del marido, y colma en la desesperación. Él finalmente la abandona. Ella identifica este abandono con el abandono que sufrió de chica de parte de su padre. Marta de niña vio a su madre (Julia Calvo) muerta, ahorcada, se había suicidado; y el padre en vez de hacerse cargo de ella, la deja en un orfanato. Marta envuelta en la desilusión, mata a sus dos hijos ya que así piensa que ellos no van a sufrir más. 

### Condena
Marta Bogado fue juzgada por el asesinato de sus dos hijos. Declarada inimputable, cumplió su condena en el hospital psiquiátrico Moyano. Al recuperar su lucidez y ser dada de alta, se suicidó.

## Elenco
- Valeria Bertuccelli
- Carlos Santamaría
- Ingrid Pelicori
- Julia Calvo

## Adaptaciones
- Mujeres asesinas (Colombia): Martha, la madre - Juana Acosta
- Mujeres asesinas (México): Martha, asfixiante - Nailea Norvind
- Mujeres asesinas (Italia): Marta  - Violante Plácido